# Matureivavao
Matureivavao, también conocido como Vavao Maturei, es el atolón más grande del Grupo Acteón, en el archipiélago de Tuamotu de la Polinesia Francesa. Al igual que los restantes atolones del grupo, Matureivavao depende administrativamente de las Islas Gambier.

## Geografía

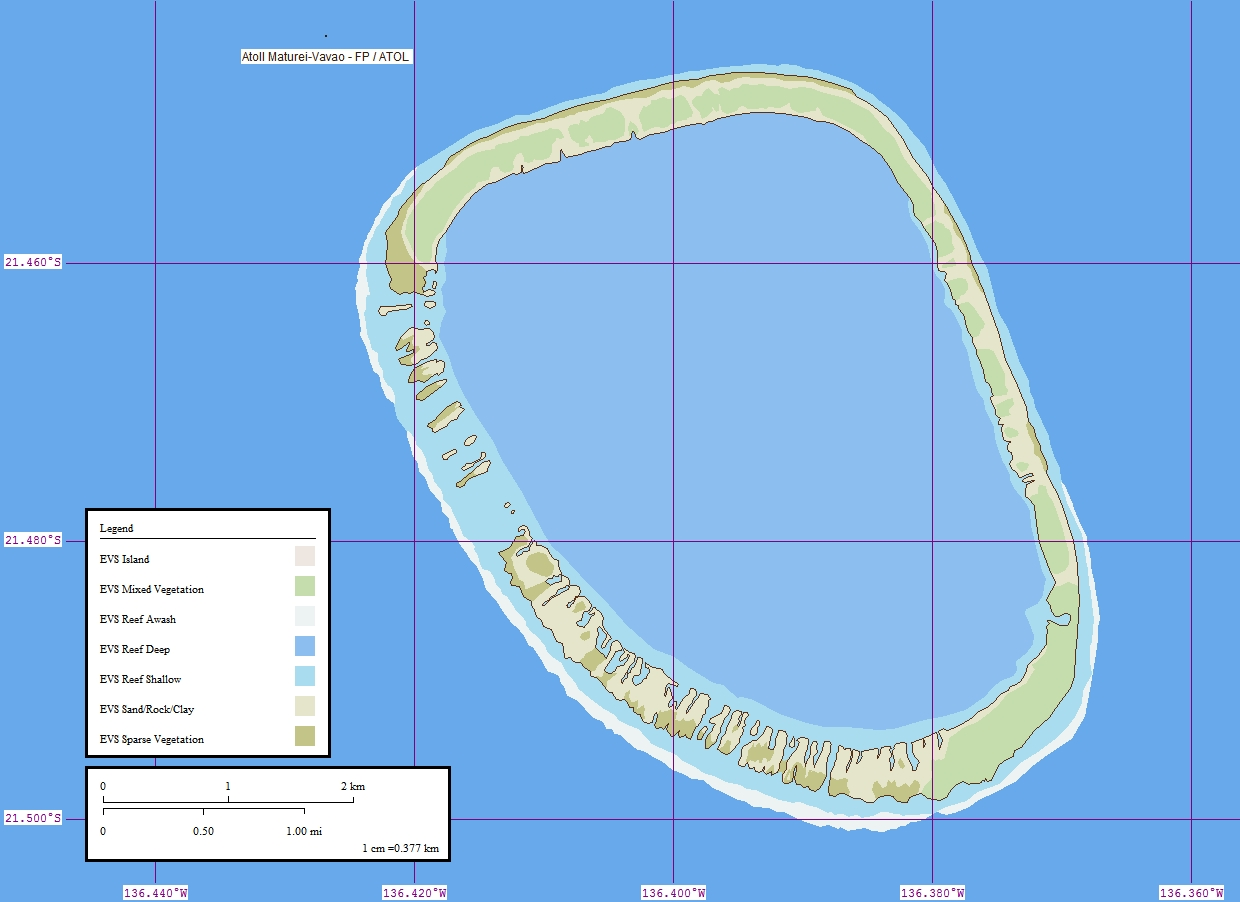
Mapa del atolón.

El atolón tiene forma ovoide y unas dimensiones máximas de 6,6 km de largo y 4,6 km de ancho. La superficie total del terreno es de 2,5 km² y la laguna es de 18 km². Se encuentra ubicada a 16 km al sureste de Tenarunga, al oeste de Marutea Sur y a 1390 km de Tahití.
El atolón está deshabitado.

## Historia
La primera mención del atolón por parte de los europeos, fue hecha por el navegante portugués Pedro Fernández de Quirós, el 5 de febrero de 1606. Quirós bautizó al grupo con el nombre de Las Cuatro Coronadas por las palmas de coco encontradas en la isla. Se considera, sin embargo, que la documentación de Quirós es deficiente.  La primera aproximación claramente documentada a la isla fue hecha en 1833 por el navegante Thomas Ebrill, capitán del buque mercante Amphitrite. Fueron visitadas nuevamente en 1837 por Lord Edward Russell, comandante del HMS
Acteón (1831), que proporcionó la denominación actual del archipiélago.

## Flora y Fauna
Un huracán arrasó el atolón en 1983. En los años subsiguientes fue replantado por completo con miles de cocoteros. El atolón es el hogar de una gran variedad de Amaranthaceae, incluyendo el género Achyranthes aspera var. velutina.
Es uno de los pocos atolones, en donde las ratas jamás fueron introducidas.